# Huby-Saint-Leu
Huby-Saint-Leu – miejscowość i gmina we Francji, w regionie Hauts-de-France, w departamencie Pas-de-Calais.
Według danych na rok 1990 gminę zamieszkiwało 1010 osób, a gęstość zaludnienia wynosiła 81 osób/km² (wśród 1549 gmin regionu Nord-Pas-de-Calais Huby-Saint-Leu plasuje się na 560. miejscu pod względem liczby ludności, natomiast pod względem powierzchni na miejscu 205.).